# Habenaria keayi
Habenaria keayi är en orkidéart som beskrevs av Victor Samuel Summerhayes. Habenaria keayi ingår i släktet Habenaria och familjen orkidéer. Inga underarter finns listade i Catalogue of Life.